# G77
Az Egyesült Nemzetek Szervezete (ENSZ) 77-es csoportja ( G77) 135 fejlődő országból álló koalíció, amelynek célja, hogy előmozdítsa tagjainak kollektív gazdasági érdekeit. A csoport közös és a csoport céljaival összhangban eredményesebb tárgyalási pozíciót kíván biztosítani a résztvevő országok számára az Egyesült Nemzetek Szervezetében.  A szervezet központja a svájci Genfben található. A csoport nevét az alapításkori 77 országról kapta. Az alapítást követően a csoport folyamatosan bővült, a szervezet 2023-ban 135 tagot számlált.   A szervezet elnöki posztját 2024-ben Uganda tölti be.
A csoportot alapítása 1964. június 15-re datálható, amikor is 77 el nem kötelezett ország közösen kiadta a „Hetvenhét Ország Közös Nyilatkozatát” az ENSZ Kereskedelmi és Fejlesztési Konferenciáján (UNCTAD).  Az csoport első találkozójára 1967-ben Algírban került sor, ahol elfogadták az Algíri Chartát.  A G77-es csoportnak irodái működnek Genfben (ENSZ), Rómában (FAO), Bécsben (ENSZ Iparfejlesztési Szervezete), Párizsban (UNESCO) és Nairobiban (ENSZ Környezetvédelmi Programja).

## Politikai célok
A csoport céljai között volt tudható az apartheid elleni közös fellépés, illetve a globális katonai leszerelések előmozdítása.  A csoport támogatólag lépett fel az úgynevezett Új Nemzetközi Gazdasági Rend (New International Economic Order) tervezetét illetőleg is. 
Környezetvédelmi kérdésekben a G77 álláspontja az, hogy az üvegháztartású gázok kibocsátásáért elsődlegesen a fejlett országokat terheli történelmi felelősség. A G77 ezzel fel kívánják hívni a figyelmet a fejlődő és fejlett országok egy főre jutó kibocsátásának különbségére is. Ennek eredményeként a G77-ek gyakran ellenállnak az országaikat érintő kibocsátás csökkentésére vonatkozó kötelező előírásoknak.  A G77-et rendszeresen bírálatok érik bizonyos fenntarthatósági vállalások nyílt ellenzése miatt. A csoport azonban a környezetvédelmi célokat másodlagosnak tartja a gazdasági fejlődés, illetve a szegénység felszámolására irányuló törekvésekkel szemben. A G77 ezzel szemben a gazdagabb nemzetekkel szemben fogalmazott meg kritikát, amiért azok nem fordítottak kellő figyelmet a szegénység felszámolására például az ENSZ 1992-es rioi környezetvédelmi és fejlesztési konferenciáján.

## Tagországok listája

A G77 csoport országai 2013-ban

2023-ban a csoport a tagjai között tudhatta az ENSZ összes tagállamát (az ENSZ-megfigyelő Palesztina államot is beleértve), a következő országok kivételével:
1. Azerbajdzsánt leszámítva az Európa Tanács tagjai .
2. Tádzsikisztán kivételével a Független Államok Közösségének (FÁK) szabadkereskedelmi övezetének tagjai.
3. A Gazdasági Együttműködési és Fejlesztési Szervezet (OECD) tagjai, kivéve annak (négy) latin-amerikai tagját.
4. Két törpeállam Óceániában : Palau és Tuvalu .

### Jelenleg is tag alapító tagországok[8]
1. Afganisztán
2. Algéria
3. Argentína
4. Banglades
5. Benin[a]
6. Bolívia
7. Brazília
8. Burkina Faso[b]
9. Burundi
10. Kambodzsa
11. Kamerun
12. Közép-afrikai Köztársaság
13. Csád
14. Chile
15. Kolumbia
16. Kongó
17. Sablon:Country data Kongói Demokratikus Köztársaság)
18. Costa Rica
19. Dominikai Köztársaság
20. Ecuador
21. Egyiptom[c]
22. Salvador
23. Etiópia
24. Gabon
25. Ghána
26. Guatemala
27. Guinea
28. Haiti
29. Honduras
30. India
31. Indonézia
32. Irán
33. Irak
34. Jamaica
35. Jordánia
36. Kenya
37. Kuvait
38. Laosz
39. Libanon
40. Libéria
41. Líbia
42. Madagaszkár
43. Malajzia
44. Mali
45. Mauritánia
46. Mexikó[d]
47. Marokkó
48. Mianmar[e]
49. Nepál
50. Nicaragua
51. Niger
52. Nigéria
53. Pakisztán
54. Panama
55. Paraguay
56. Peru
57. Fülöp-szigetek
58. Ruanda
59. Szaúd-Arábia
60. Szenegál
61. Sierra Leone
62. Szomália
63. Srí Lanka[f]
64. Szudán
65. Szíria
66. Tanzánia[g]
67. Thaiföld
68. Togo
69. Trinidad és Tobago
70. Tunézia
71. Uganda
72. Uruguay
73. Venezuela
74. Vietnám
75. Jemen

### További jelenlegi tagok
1. Angola
2. Antigua és Barbuda
3. Azerbajdzsán
4. Bahama-szigetek
5. Bahrein
6. Barbados
7. Belize
8. Bhután
9. Botswana
10. Brunei
11. Kína[h]
12. Zöld-foki Köztársaság
13. Comore-szigetek
14. Elefántcsontpart
15. Kuba
16. Dzsibuti
17. Dominikai Közösség
18. Egyenlítői-Guinea
19. Eritrea
20. Szváziföld
21. Fidzsi-szigetek
22. Gambia
23. Grenada
24. Bissau-Guinea
25. Guyana
26. Kiribati
27. Lesotho
28. Malawi
29. Maldív-szigetek
30. Marshall-szigetek
31. Mauritius
32. Mikronézia
33. Mongólia
34. Mozambik
35. Namíbia
36. Észak-Korea
37. Nauru
38. Omán
39. Palesztina
40. Pápua Új-Guinea
41. Katar
42. Saint Kitts és Nevis
43. Saint Lucia
44. Saint Vincent és a Grenadine-szigetek
45. Szamoa
46. São Tomé és Príncipe
47. Seychelle-szigetek
48. Szingapúr
49. Salamon-szigetek
50. Dél-afrikai Köztársaság
51. Dél-Szudán
52. Suriname
53. Tádzsikisztán
54. Kelet-Timor
55. Tonga
56. Türkmenisztán
57. Egyesült Arab Emírségek
58. Vanuatu
59. Zambia
60. Zimbabwe

### Korábbi tagok
1. Új-Zéland 1963 októberében aláírta az eredeti "Fejlődő Országok Közös Nyilatkozatát", de még a G77 1964-es megalakulása előtt kilépett a csoportból (1973-ban csatlakozott az OECD-hez).
2. Dél-Korea alapító tagja volt, de 1996-ban, az OECD-hez való csatlakozása után kilépett a csoportból.
3. Jugoszlávia alapító tag volt; az 1990-es évek végén még mindig szerepelt a tagok listáján, de megjegyezték, hogy "nem vehet részt a G77 tevékenységében". A listáról 2003 végén törölték.  1985 és 1986 között elnökölt a csoportban. Bosznia-Hercegovina volt az utolsó volt jugoszláv állam, amely tagja volt a G77-nek, és 2019-től már nem tagja.
4. Ciprus alapító tag volt, de az Európai Unióhoz való 2004-es csatlakozása után már nem szerepelt a hivatalos tagsági listán.
5. Málta 1976-ban vették fel a csoportba, de az Európai Unióhoz való 2004-es csatlakozása után már nem szerepelt a hivatalos tagsági listán.
6. Palau 2002-ben csatlakozott a csoporthoz, de 2004-ben kilépett, mivel úgy döntött, hogy környezetvédelmi érdekeit legjobban a Kis Szigetállamok Szövetségén (AOSIS) keresztül tudja érvényesíteni.
7. Románia 1976-os csatlakozásakor a G77 céljai szempontjából latin-amerikai országnak minősült. A G77 földrajzi régiókra volt felosztva, és mivel technikailag nem létezett európai térség, Románia a latin-amerikai térség alá került. Románia az Európai Unióhoz való csatlakozását követően lépett ki a G77-ből.

### Kína
A G77 Kínát is a tagjai közé sorolja.  Ezzel együtt habár a kínai kormány következetes politikai támogatást nyújt a G77-nek, és 1994 óta pénzügyi támogatásban is részesíti a csoportot, de nem tekinti magát a csoport tagjának.  Ennek eredményeként a G77 hivatalos nyilatkozatai esetén a G77 és Kína elnevezést használják. 

## Elnöklő országok
A következő lista megmutatja, hogy mikor mely ország adta a G77 csoport elnökségét: 

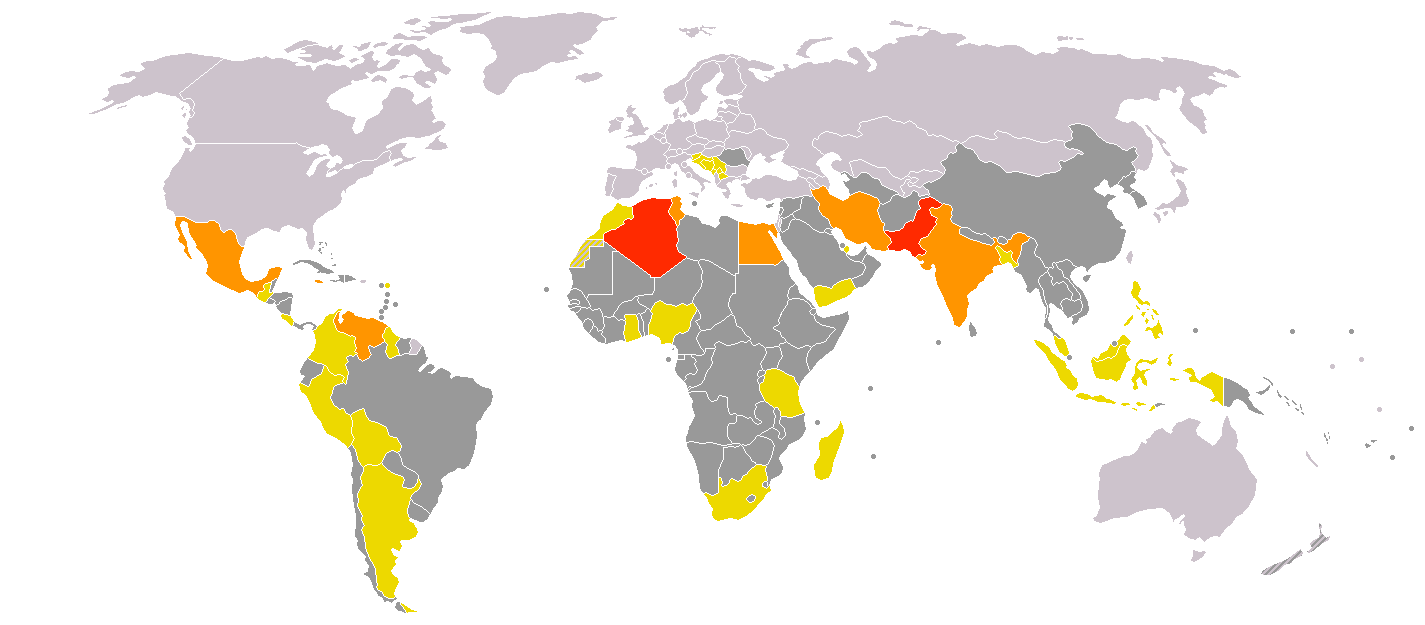
1970 óta a G77 elnökségi országai. A színek azt mutatják, hogy egy ország hányszor töltötte be a pozíciót. Szürke = soha, Sárga = egyszer, Narancs = kétszer, Piros = háromszor

| Presiding country       | Year    |
| ----------------------- | ------- |
| India                   | 1970–71 |
| Peru                    | 1971–72 |
| Egyiptom                | 1972–73 |
| Irán                    | 1973–74 |
| Mexikó                  | 1974–75 |
| Madagaszkár             | 1975–76 |
| Pakisztán               | 1976–77 |
| Jamaica                 | 1977–78 |
| Tunézia                 | 1978–79 |
| India                   | 1979–80 |
| Venezuela               | 1980–81 |
| Algéria                 | 1981–82 |
| Banglades               | 1982–83 |
| Mexikó                  | 1983–84 |
| Egyiptom                | 1984–85 |
| Jugoszlávia             | 1985–86 |
| Guatemala               | 1987    |
| Tunézia                 | 1988    |
| Malajzia                | 1989    |
| Bolívia                 | 1990    |
| Ghána                   | 1991    |
| Pakisztán               | 1992    |
| Kolumbia                | 1993    |
| Algéria                 | 1994    |
| Fülöp-szigetek          | 1995    |
| Costa Rica              | 1996    |
| Tanzánia                | 1997    |
| Indonézia               | 1998    |
| Guyana                  | 1999    |
| Nigéria                 | 2000    |
| Irán                    | 2001    |
| Venezuela               | 2002    |
| Marokkó                 | 2003    |
| Katar                   | 2004    |
| Jamaica                 | 2005    |
| Dél-afrikai Köztársaság | 2006    |
| Pakisztán               | 2007    |
| Antigua és Barbuda      | 2008    |
| Szudán                  | 2009    |
| Jemen                   | 2010    |
| Argentína               | 2011    |
| Algéria                 | 2012    |
| Fidzsi-szigetek         | 2013    |
| Bolívia                 | 2014    |
| Dél-afrikai Köztársaság | 2015    |
| Thaiföld                | 2016    |
| Ecuador                 | 2017    |
| Egyiptom                | 2018    |
| Palesztina              | 2019    |
| Guyana                  | 2020    |
| Guinea                  | 2021    |
| Pakisztán               | 2022    |
| Kuba                    | 2023    |
| Uganda                  | 2024    |

## G24 csoport

G-24 csoport tagországai

A G24 egy a G77 kapcsolódó csoport, amely 1971-ben jött létre, hogy összehangolja a fejlődő országok álláspontját és támogassa érdekérvényesítő képességét a nemzetközi monetáris és fejlesztésfinanszírozási kérdésekben. A G24 minden tagja tagja a G77-nek is.

## Külső linkek
- Hivatalos weboldal

1. ↑  Joined as Dahomey.
2. ↑  Joined as Upper Volta.
3. ↑  Joined as the United Arab Republic.
4. ↑  Mexico was a founding member but left the Group after joining the OECD in 1994. Its rejoining the organization was approved in 2023.[9] Despite the approval, Mexico doesn't appear yet as a member on the official website of the organizatoin.
5. ↑  Joined as Burma.
6. ↑  Joined as Ceylon.
7. ↑  Joined as the United Republic of Tanganyika and Zanzibar.
8. ↑  Officially considered as a member by the organization, yet not by China itself